# Dum spiro spero
Dum spiro spero (do češtiny překládáno jako „Dokud dýchám, doufám“) je velice rozšířené latinské motto používané po desítky generací. Nejčastěji je přičítáno Ciceronovi.
Za své ho považuje několik klanů rodin jako např. skotský klan MacLennanů, klan Liversidgeů (a různých variant tohoto příjmení jako je Liversageovi, Liversedgeovi, …), klan Doranových, Partidgeových atp.
V České republice jej používá jako své motto prostějovská výsadková 601. skupina speciálních sil generála Moravce.